# Paweł Brożek
Pour les articles homonymes, voir Brożek.
Paweł Łukasz Brożek, né le 21 avril 1983 à Kielce, est un footballeur international polonais.  
Il est le frère jumeau de Piotr Brożek, qui jouait également au Wisła Cracovie au poste de latéral gauche.

## Biographie

### Sa formation
Paweł Brożek commence le football à neuf ans au Polonia Białogon Kielce avec son frère jumeau Piotr, puis rejoint en 1998 le SMS Zabrze. Six mois plus tard, en décembre 1998 et à l'âge de quinze ans, le duo Brożek est repéré par Adam Nawałka, ancien international polonais responsable des jeunes au Wisła Cracovie. Jusqu'en juin 1999, il dispute des matches et des tournois de moins de dix-sept ans. Alors que la nouvelle saison commence, Brożek est appelé par l'entraîneur pour venir s'entraîner avec le groupe professionnel, et est placé en début d'année sur les feuilles de match. Le 2 septembre, il joue son premier match avec Cracovie, contre le Ruch Radzionków en huitièmes de finale de la Coupe de la Ligue. Titulaire pendant les quarante-cinq premières minutes, il est remplacé à la mi-temps par Karol Wójcik. De retour en équipe première lors des deux rencontres de coupe suivantes, face au Polonia Varsovie, il joue quelques minutes et ne peut empêcher l’élimination de son club, avant de partir le jour même du second match pour la Nouvelle-Zélande, avec son frère, pour disputer la Coupe du monde des moins de dix-sept ans. Dans le groupe A, la Pologne s'accroche, mais ne parvient pas à gagner, ce qui l'oblige à rentrer chez elle. De retour à Cracovie, Brożek repart chez les juniors. « Serial buteur », il se fait remarquer par les clubs adverses, marquant notamment un but à la Diego Maradona en finale de championnat national des moins de dix-neuf, que le club remporte pour la neuvième fois de son histoire.

### Des débuts professionnels hésitants
Brożek reste deux années et demie à Cracovie et joue très peu, puis part en décembre 2001 au ŁKS Łódź, en prêt. Jouant seulement huit matches avec l'équipe première, il revient finalement au Wisła avant de s'exiler une nouvelle fois à Katowice, en décembre 2003, à la suite de la trop forte concurrence de Maciej Żurawski. Son passage est très bref, puisqu'il y reste une année sous la forme d'un prêt, mais le Polonais réussit à s'y imposer. Après avoir disputé son premier match le 14 mars contre le Dyskobolia Grodzisk Wielkopolski, Brożek est utilisé comme joker, avant de devenir titulaire à part entière, jusqu'à ce qu'une blessure le prive de la fin de la saison. De retour en août 2004, il est placé à la tête de l'attaque, et marque quelques buts.

### Retour gagnant au Wisła, club qu'il marque de son empreinte
En début d'année 2005, il retourne au Wisła Cracovie. Après une très bonne saison marquée par treize buts en trente rencontres de championnat, soit l'intégralité des matches de l'année en Pologne, plusieurs clubs européens essayent de l'attirer, comme AS Nancy-Lorraine qui est tout prêt d'un accord. Mais finalement, Brożek reste fidèle à son club. Après une saison 2006-2007 moins prolifique, Brożek explose l'année suivante. L'attaquant polonais permet en partie à son club de décrocher le titre de champion, avec ses vingt-trois réalisations en vingt-sept matches (soit une moyenne de 0,85 but par match). Il continue ensuite sur sa lancée, et marque but sur but, que ce soit en championnat ou en coupe d'Europe. À la mi-saison, il est en tête du classement des buteurs, et revoit logiquement les clubs s'intéresser à lui. 
Le 14 mars 2009, Brożek se blesse lourdement au genou, face au GKS Bełchatów. Il est absent des terrains plusieurs mois, et doit normalement rater la fin de saison. Mais le 24 avril, il fait son retour en championnat contre le Górnik Zabrze, ponctué par un doublé, qui offre provisoirement la première place à son équipe. De retour en forme, il est le symbole de la remontée de son club, lui qui reprend la première place du classement des buteurs à Takesure Chinyama, avec dix-huit buts inscrits.

### Le départ pour l'étranger
Le 30 décembre 2010, il signe en compagnie de son frère un contrat d'un an renouvelable pour trois ans et demi à Trabzonspor, en tête du championnat turc.
Il enchaînera ensuite une petite pige au Celtic de Glasgow avant de signer en Espagne, au Recreativo de Huelva. Sans grand succès. Il revient ensuite au Wisla Cracovie en 2013.

## En sélection
Paweł Brożek commence sa carrière avec l'équipe de Pologne le 27 avril 2005 contre le Mexique (match nul un but partout). Pour son premier match, Brożek inscrit le but égalisateur. Il est régulièrement sélectionné, sans pour autant retrouver le chemin des filets en sélection. En 2006, le Polonais dispute la Coupe du monde. Pendant toute la compétition, il joue un total de cinquante-deux minutes, étant remplaçant pour les trois seuls matches de son équipe en phase de poules. L'après période Coupe du monde est compliquée pour Brożek, le joueur entretenant de difficiles rapports avec le sélectionneur en place, Leo Beenhakker. 
Le 11 octobre 2008, il signe son retour en équipe nationale par un but face à la République tchèque. En pleine forme avec son club, ses matches en sélection sont du même acabit, et Brożek inscrit un nouveau but contre la Lituanie. 

## Palmarès

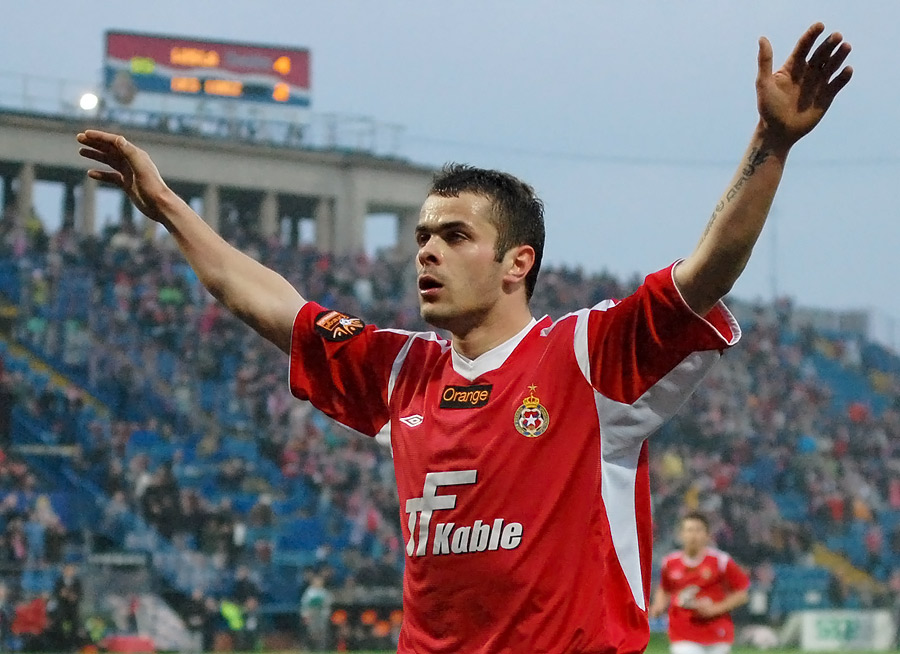
Célébrant l'un de ses buts.

### Collectif
- Vice-Champion de Pologne : 2000 et 2006
- Finaliste de la Coupe de Pologne : 2000 et 2008
- Vainqueur de la Coupe de la Ligue : 2001
- Champion de Pologne : 2001, 2003, 2004, 2005, 2008, 2009, 2011
- Vainqueur de la Supercoupe de Pologne : 2001
- Vainqueur de la Coupe de Pologne : 2003
- Finaliste de la Supercoupe de Pologne : 2008
- Champion d'Écosse : 2012

### Distinctions personnelles
- Meilleur buteur du championnat polonais : 2008 (23 buts) et 2009 (19 buts)